# ألكالا دي إبرو
بلدية ألكالا دي إبرو (بالإسبانية: Alcalá de Ebro) هي بلدية تقع في مقاطعة سرقسطة التابعة لمنطقة أراغون شمال شرق إسبانيا.

## الديموغرافيا
بلغ عدد سكان بلدية ألكالا دي إبرو 283 نسمة عام 2011 (وفقاً للمعهد الوطني الإسباني للإحصاء).
| 312 | 297 | 294 | 299 | 288 | 290 | 283 |